# Art popular (artesania)

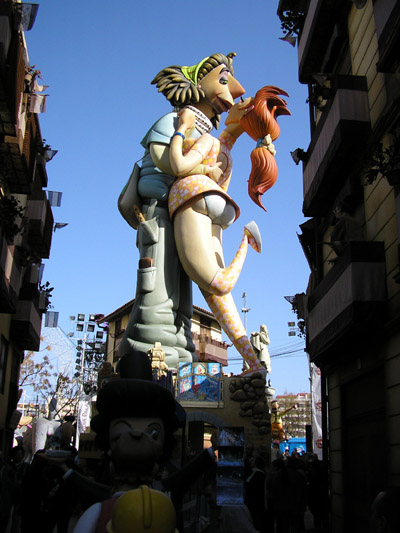
Falles de València (Na Jordana, 2005).

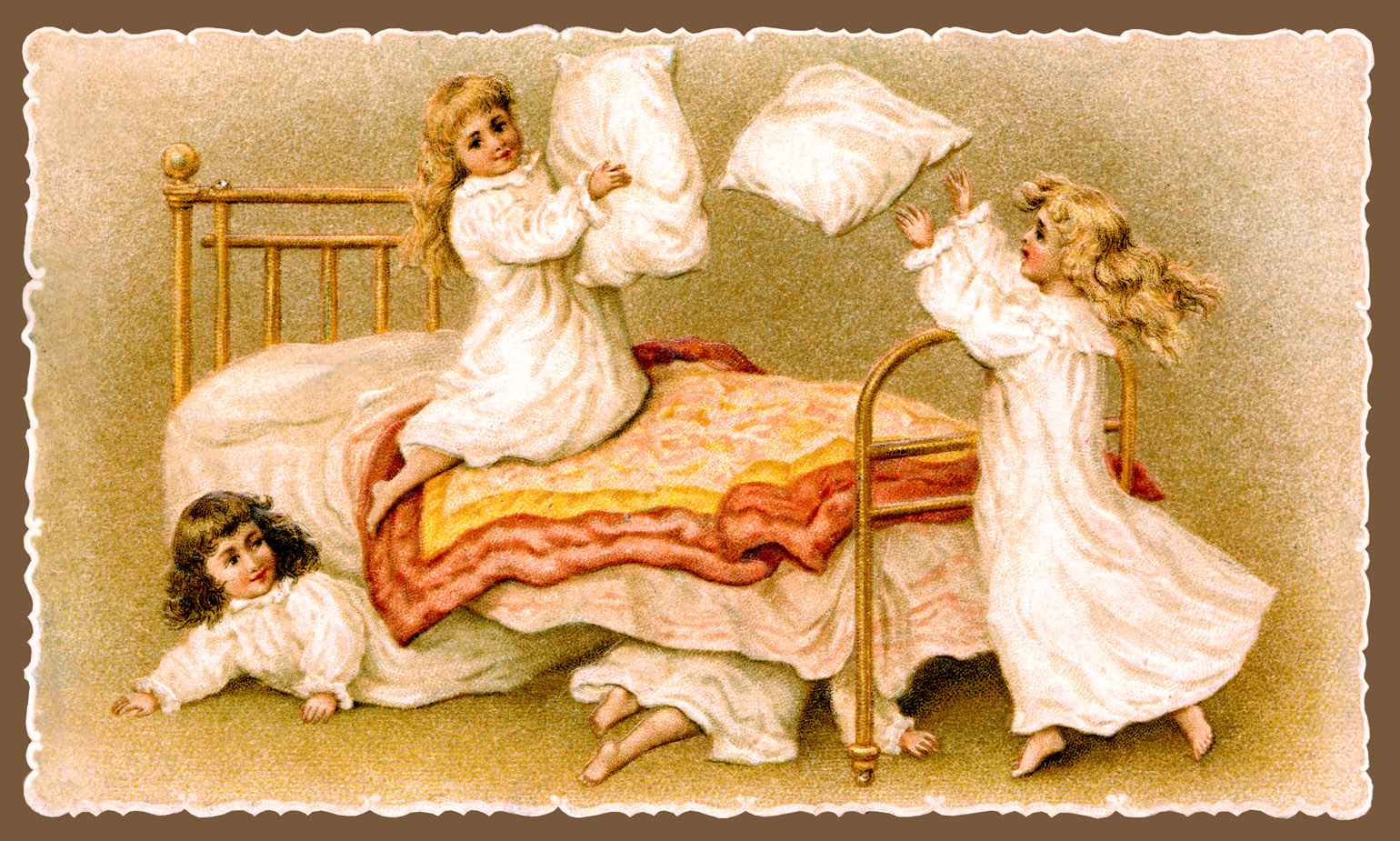
Postal austríaca de 1901.

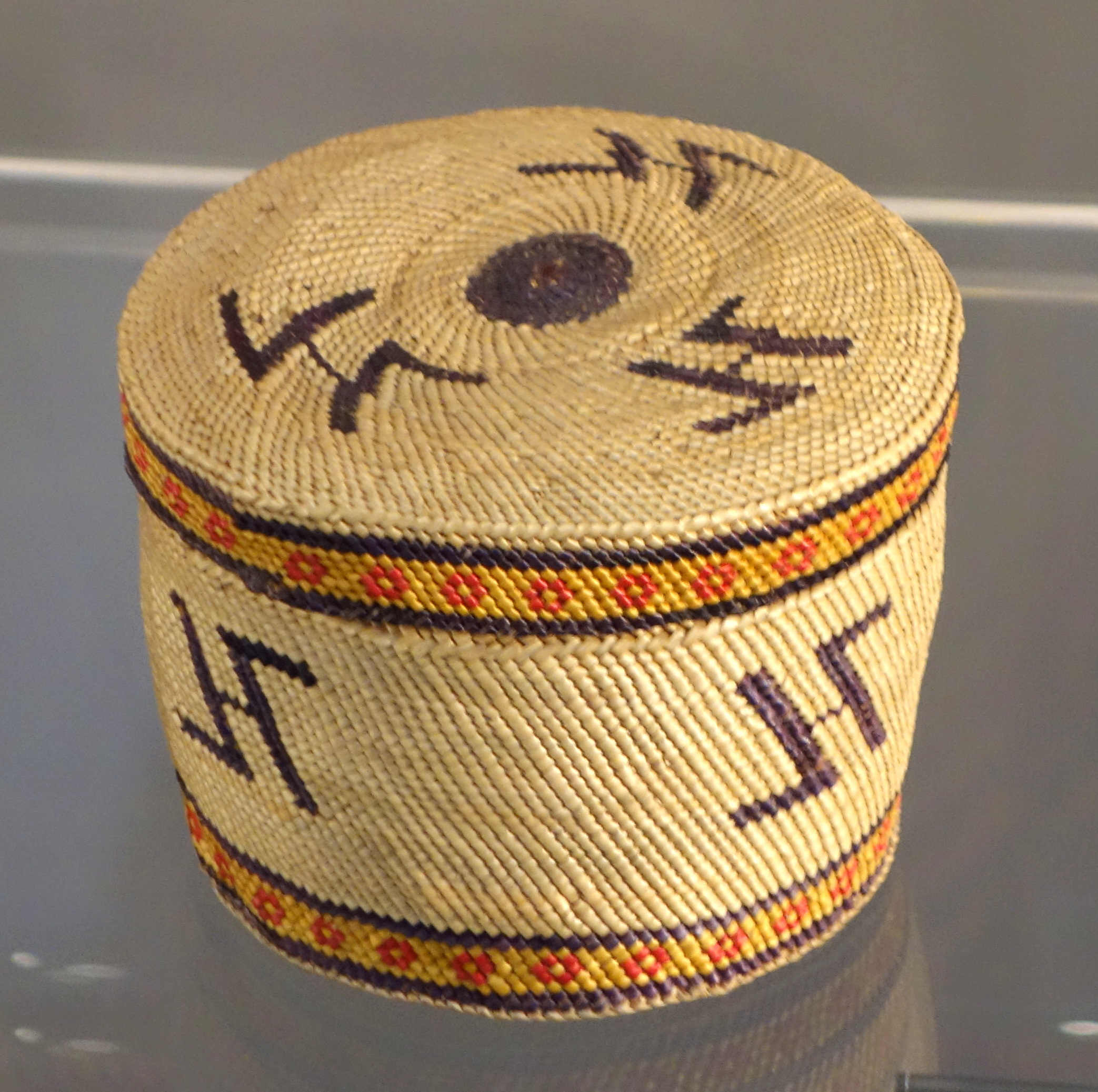
Cistella pròpia de l'artesania dels makah (Nord-oest dels Estats Units), finals del o començaments del XX.

Art és un concepte que procedeix del vocable llatí ars i que refereix a les creacions de l'home que expressen la seva visió sensible sobre el món a través de la utilització de diversos recursos sonors, lingüístics i plàstics.
Popular, hauríem de dir que també és una paraula que procedeix etimològicament del llatí. En concret, podríem ressaltar que procedeix del substantiu “popularis”, que està conformat per dos components: el vocable “populus”, que pot traduir-se com a “poble”, i el sufix “-ar”, que és equivalent a “relatiu a”.
'Popular, per la seva banda, és un adjectiu que indica el pertanyent o relatiu al poble. Entre els seus diversos significats, el terme fa esment al que procedeix de la població' i fins on arriba a la majoria de la gent.

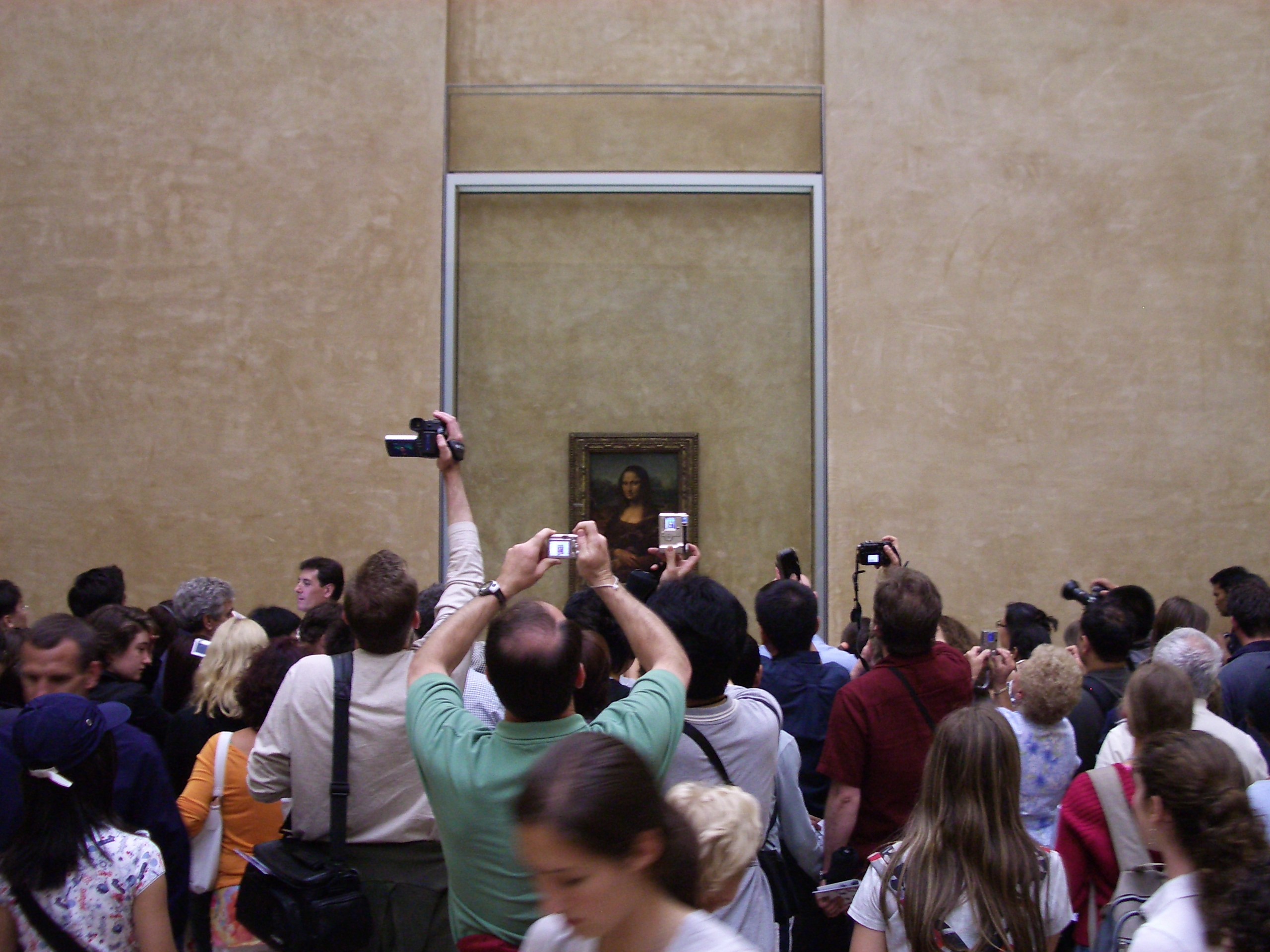
La Gioconda en 2005.

Art popular és un concepte de molta antiguitat, que s'utilitza amb varis criteris diferents (estètic, social, polític, ideològic, etc.) per tot tipus de bibliografia, incloses les del mercat d'art i la historiografia de l'art, l'estètica, la teoria de l'art i la sociologia de l'art.
L'oposat seria l'art elitista. En tots dos casos, l'antiguitat de l'expressió parteix d'una doble possibilitat: és un art realitzat «per a» el poble (o l'elit) o «per» el poble (o l'elit).
En la interpretació materialista de la història de l'art (Arnold Hauser), l'art de les classes dirigents, prestigiós, és objecte d'imitació i es difon de dalt cap avall per la societat amb major o menor fidelitat al model i majors o menors addicions d'elements «populars» originals; així ocorreria també del centre a la perifèria amb elements «locals» o «indígenes» (el polèmic concepte de «art provincial» —art provincial romà—).
En la societat contemporània, l'art popularitzat o «art majoritari» es defineix per oposició a «l'art minoritari» com l'art de fàcil comprensió (fins i tot de «fàcil digestió»), que no exigeix una descodificació complexa. L'«art d'èxit», «de gran públic» o «de gran audiència», «art comercial» (els best seller o «literatura popular», la «música comercial» o «música popular» enfront de la denominada «música culta») o «art comercialitzat» pel mercat d'art (el mainstream enfront del que es rebel·la el denominat «art independent» —molt sovint per ser al seu torn assimilat, com ocorre amb l'etiqueta indie—), és el propi de la societat de consum de masses (art de masses, cultura de masses, art de consum), i s'expressa en la reproducció industrialitzada d'objectes artístics i la seva difusió pels mitjans de comunicació de masses.
Aquesta particular forma d'entendre el concepte d'art popular va ser de molt oposada valoració per diferents moviments artístics de l'art contemporani: criticada amargament per John Ruskin i William Morris (en l'Anglaterra de mitjan el segle xix, convertida en «el taller del món») i assumida conscientment pel pop art d'Andy Warhol (als Estats Units, la superpotència de la segona meitat del segle XX). Més que un valor artístic, les produccions d'aquest «art popular» eren i són qualificats de «subcultura», com «antivalor», «antiart», «pseudovalor» o «pseudoart».
La seva relació amb les classes populars no és major que la que té amb les classes mitjanes o burgesia; i també és molt freqüent denominar-ho «art burgès» o «art pequeñoburgués» (més pròpiament s'identifica amb els valors de la petita burgesia). Entre les seves etiquetes més utilitzades trobam els conceptes kitsch, biedermeier, middlebrow i el parell oposat masscult/midcult,
D'altra banda, «art popular» és l'art tradicional amb valor etnogràfic que el Romanticisme identifica amb «el poble» i que se suposa que és produït anònimament per ell; és a dir, el folklore o volkskunde (conceptes d'origen anglès i alemany, respectivament) en les seves manifestacions artístiques: l'arquitectura popular, la lírica popular i la música popular (entesa com a «música tradicional» o folk music, no com a pop music —un «art pel poble» i no un «art per al poble» o «art popularitzat» o «massificat»—). Recentment, ha estat reivindicat per l'indigenisme. Igualment amb una visió política, «art popular» és l'art implicat o compromès social o políticament amb «causes populars» o «la causa popular»; que, encara que no sigui produït anònimament pel poble, ho ha estat per un «intel·lectual orgànic» que ha actuat com el seu vehicle d'expressió (conceptes propis del materialisme marxista —Gramsci—). Des de perspectives ideològicament oposades, el recurs al realisme en l'art davant de les avantguardes va ser l'opció estètica tant de l'art nazi com del realisme socialista.